# UTV (телеканал)
UTV (раніше Ольстерське телебачення) — комерційне телебачення в Північній Ірландії, належить і управляється UTV Media plc в рамках мережі ITV. Сформована в листопаді 1958 року, UTV була першою телекомпанією в Північній Ірландії.
19 жовтня 2015 було оголошено, що UTV буде продано ITV PLC за 100 млн £.